# سيرجي واوا
سيرجي باسكال واوا سفوندو (بالفرنسية: Serges Pascal Wawa Sfondo)‏ (1 يناير 1986) لاعب كرة قدم من ساحل العاج. سبق له تمثيل بلاده مع المنتخب الوطني في أولمبياد بكين 2008.

## وصلات خارجية
- Serge Wawa على موقع الاتحاد الدولي (مؤرشف)  (الإنجليزية)
- Serge Wawa على موقع أوليمبيديا (الإنجليزية)